# Oncocnemis diaphana
Oncocnemis diaphana là một loài bướm đêm trong họ Noctuidae.